# 南高田駅
南高田駅（みなみたかだえき）は、新潟県上越市南高田町にある、えちごトキめき鉄道妙高はねうまラインの駅である。

## 歴史
地元が駅舎の土地の提供、駅建設費、駅前整備を負担して建設された請願駅である。
- 1961年（昭和36年）12月10日：国鉄の駅として新設[1][3]。気動車の旅客のみ取扱う無人駅[4]。
- 1987年（昭和62年）4月1日：国鉄分割民営化に伴い、東日本旅客鉄道（JR東日本）の駅となる。
- 2012年（平成24年）5月1日：名誉駅長配置[5]。
- 2015年（平成27年）3月14日：北陸新幹線 長野駅 - 金沢駅間延伸開業に伴い、えちごトキめき鉄道へ移管。
- 2018年（平成30年）3月17日：ダイヤ改正で新たにあいの風とやま鉄道線・日本海ひすいライン（泊駅 → 新井駅間）の直通列車が設定された。

## 駅構造
線路東側に単式ホーム1面1線を有する地上駅である。
えちごトキめき鉄道が管理する無人駅で、当駅発着ワンマン列車では終日に渡り車内精算が実施される。
駅舎はホーム上に設置されており、駅舎内にはタッチパネル式自動券売機（1台）とトイレが、ホーム下には自動販売機が設置されている。
移管前も無人駅で、JR東日本新潟支社が管理し、直江津駅が管理していた。駅舎内には簡易式自動券売機1台が設置されていた。なおJR東日本では2012年（平成24年）5月から、駅及び駅周辺の美化活動を行うボランティアとして、JR東日本OBに名誉駅長を委嘱する制度を実施しているが、移管後の運用方法等については発表されていない。

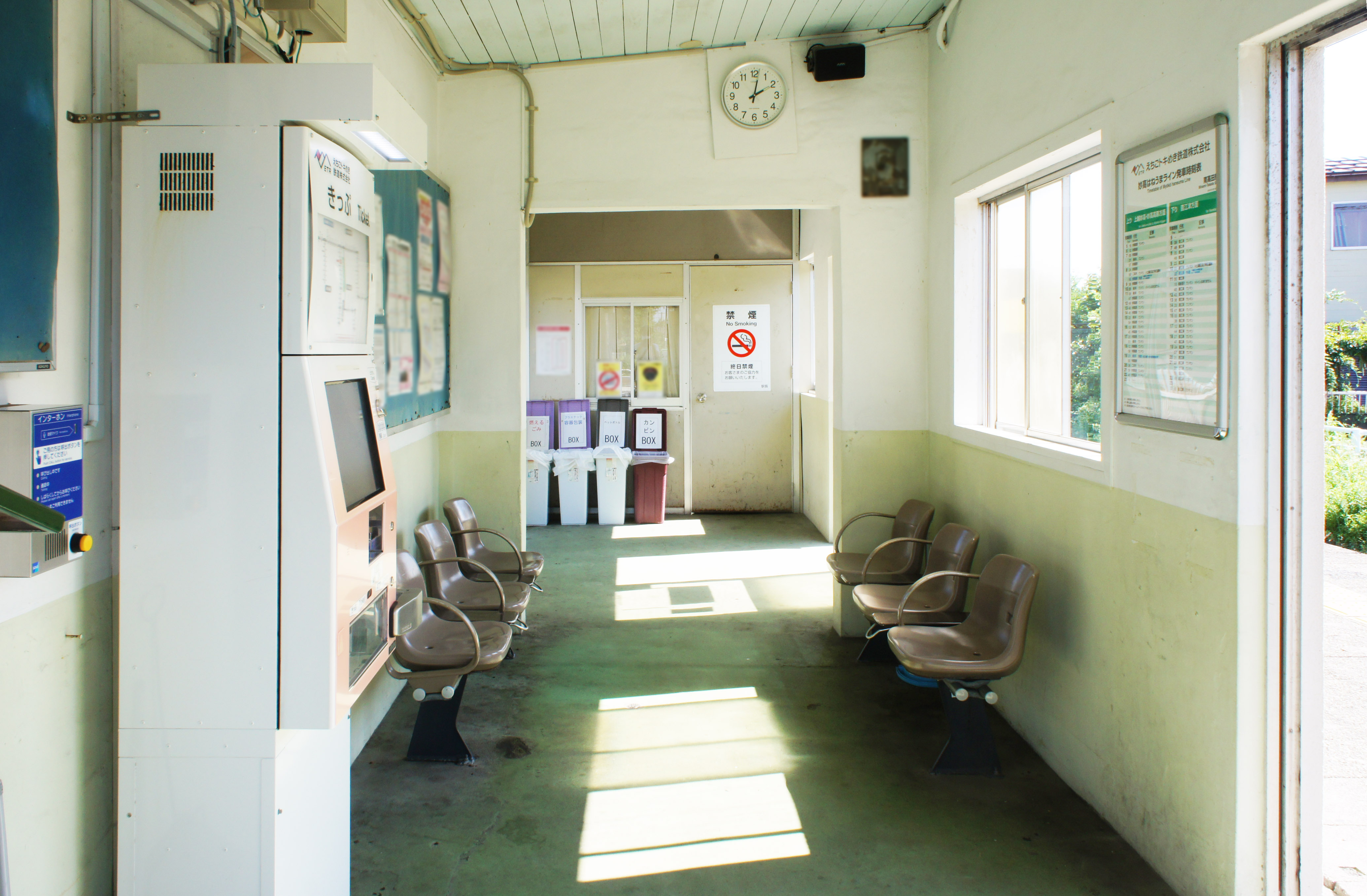
待合室（2021年8月）
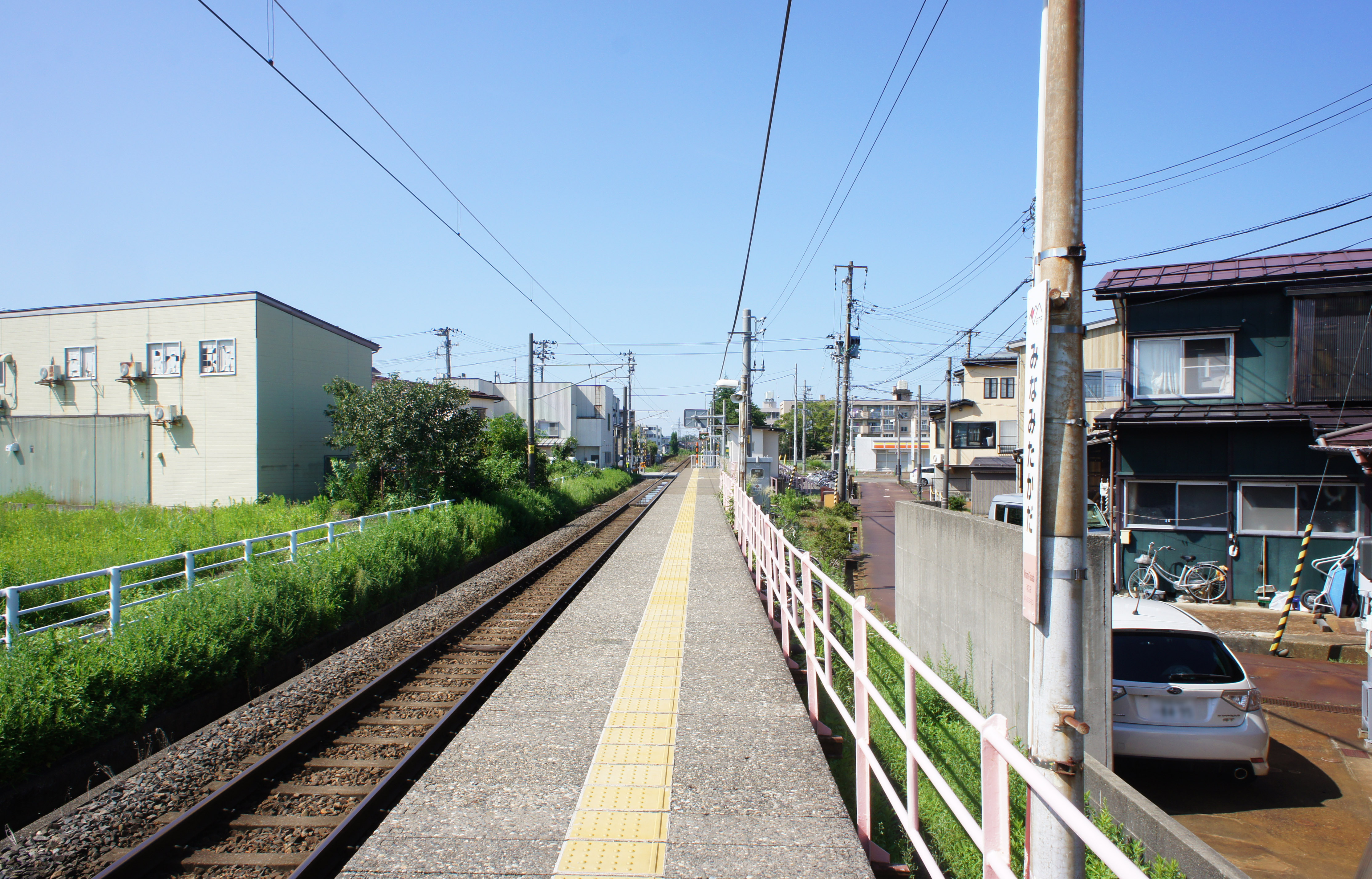
ホーム（2021年8月）

## 利用状況
2023年度（令和5年度）の1日平均乗車人員は798人である。高等学校などの最寄り駅であることから、通勤・通学時間帯は混雑する。
2003年度（平成15年度）以降の推移は以下の通り。なお、2000年度（平成12年度） - 2014年度（平成26年度）の統計はJR東日本時代のものである。また、2011年度（平成23年度）- 2014年度（平成26年度）の統計は非公表である。
| 乗車人員推移       | 乗車人員推移     | 乗車人員推移    |
| 年度               | 1日平均 乗車人員 | 出典            |
| ------------------ | ---------------- | --------------- |
| 2003年（平成15年） | 662              |                 |
| 2004年（平成16年） | 718              |                 |
| 2005年（平成17年） | 761              |                 |
| 2006年（平成18年） | 741              |                 |
| 2007年（平成19年） | 737              | [ 利用客数 2 ]  |
| 2008年（平成20年） | 761              | [ 利用客数 2 ]  |
| 2009年（平成21年） | 792              | [ 利用客数 2 ]  |
| 2010年（平成22年） | 844              | [ 利用客数 2 ]  |
| 2011年（平成23年） | 非公表           | 非公表          |
| 2012年（平成24年） | 非公表           | 非公表          |
| 2013年（平成25年） | 非公表           | 非公表          |
| 2014年（平成26年） | 非公表           | 非公表          |
| 2015年（平成27年） | 810              | [ 利用客数 3 ]  |
| 2016年（平成28年） | 788              | [ 利用客数 4 ]  |
| 2017年（平成29年） | 835              | [ 利用客数 5 ]  |
| 2018年（平成30年） | 829              | [ 利用客数 6 ]  |
| 2019年（令和元年） | 854              | [ 利用客数 7 ]  |
| 2020年（令和02年） | 762              | [ 利用客数 8 ]  |
| 2021年（令和03年） | 818              | [ 利用客数 9 ]  |
| 2022年（令和04年） | 838              | [ 利用客数 10 ] |
| 2023年（令和05年） | 798              | [ 利用客数 1 ]  |

## 駅周辺
周辺は上越市高田区（旧・高田市中心部）南部の住宅地で、公営住宅や官舎が多く立地する。

### 駅東側
- 上越地域医療センター病院
- 国土交通省北陸地方整備局 高田河川国道事務所
- 上越市立城西中学校
- 第四北越銀行 南高田支店

### 駅西側
- 高田中通簡易郵便局
- 新潟県立高田商業高等学校
- 新潟県立高田特別支援学校
- 有沢製作所 本社・工場

## バス路線
2020年4月時点での情報を示す。
「南高田町」バス停
- 頸城自動車
  - 36 山麓線 ※平日のみ運行
- くびき野バス
  - 48  斐太線 ※平日のみ運行
  - 49 青田線 ※平日のみ運行

## 隣の駅
えちごトキめき鉄道
■妙高はねうまライン
■快速（土休日のみ運転、臨時列車扱い）・■普通（「おかえり上越」も含む）
上越妙高駅 - 南高田駅 - 高田駅

### 記事本文

### 利用状況
1. 1 2  “2023年度の乗車状況”.   えちごトキめき鉄道. 2024年7月28日時点のオリジナルよりアーカイブ。2024年7月28日閲覧。
2. ↑  “13.運輸・通信” (PDF). 上越市統計要覧（平成25年版）.   上越市. p. 1. 2019年4月2日時点のオリジナルよりアーカイブ。2021年3月24日閲覧。
3. ↑  “平成27年度の乗車状況”.   えちごトキめき鉄道. 2016年7月6日時点のオリジナルよりアーカイブ。2021年3月24日閲覧。
4. ↑  “平成28年度の乗車状況”.   えちごトキめき鉄道. 2017年11月13日時点のオリジナルよりアーカイブ。2021年3月24日閲覧。
5. ↑  “平成29年度の乗車状況”.   えちごトキめき鉄道. 2019年3月31日時点のオリジナルよりアーカイブ。2021年3月24日閲覧。
6. ↑  “2018年度の乗車状況”.   えちごトキめき鉄道. 2019年7月16日時点のオリジナルよりアーカイブ。2021年3月24日閲覧。
7. ↑  “2019年度の乗車状況”.   えちごトキめき鉄道. 2020年7月17日時点のオリジナルよりアーカイブ。2021年3月24日閲覧。
8. ↑  “2020年度の乗車状況”.   えちごトキめき鉄道. 2021年7月3日時点のオリジナルよりアーカイブ。2021年7月3日閲覧。
9. ↑  “2021年度の乗車状況”.   えちごトキめき鉄道. 2022年8月8日時点のオリジナルよりアーカイブ。2022年8月8日閲覧。
10. ↑  “2022年度の乗車状況”.   えちごトキめき鉄道. 2024年1月25日時点のオリジナルよりアーカイブ。2024年1月25日閲覧。